# Brothers Rocks
Die Brothers Rocks (von englisch brothers ‚Brüder, Gebrüder‘) sind eine Gruppe von Klippen in schlammigem Untergrund 1,5 km östlich des nördlichen Teils von Saunders Island im Archipel der Südlichen Sandwichinseln. Sie liegen vor der Einfahrt zur Cordelia Bay.
Wissenschaftler der britischen Discovery Investigations an Bord der RRS Discovery II kartierten und benannten die Felsen im Jahr 1930.